# Bert Bakker (politicus)
Albert Dirk (Bert) Bakker (Almelo, 7 augustus 1958) is een Nederlands voormalig politicus namens D66. Van 1994 tot 2006 zat hij in de Tweede Kamer en daarna ging hij aan het werk als lobbyist.

## Biografie
Bakker volgde het vwo en studeerde vervolgens bestuurskunde aan de Universiteit Twente, maar haalde alleen zijn kandidaats. Na een stage bij D66 werd hij medewerker van Tweede Kamerlid Louise Groenman. Voor hij zelf Tweede Kamerlid werd vervulde hij nog een aantal andere functies, waaronder correspondent van de Universitaire Pers en hoofd bestuurszaken en voorlichting van de Sociaal-Economische Raad (SER).
In 1994 werd Bakker gekozen tot lid van de Tweede Kamer. Voor zijn partij is hij financieel woordvoerder; daarnaast houdt hij zich bezig met financiën, economische zaken, sociale zaken (sociale zekerheid), defensie, buitenlandse zaken, media en volksgezondheid (financieel). Landelijke bekendheid kreeg hij vooral als voorzitter van de enquêtecommissie naar Srebrenica (zie Parlementaire enquête naar de val van Srebrenica). Bij de discussie over de uitzending van Nederlandse militairen naar Uruzgan had hij een bepalende rol in het "Nee" van D66.
Na twaalf jaar Kamerlidmaatschap twijfelde Bakker in juli 2006 over de vraag of hij zich opnieuw kandidaat zou stellen als D66-Kamerlid. Ondanks dat hij zich toch beschikbaar stelde en als derde op de kieslijst werd gezet, en D66 drie zetels behaalde, werd Bakker niet herkozen omdat de nummer 6 op de kieslijst, Fatma Koşer Kaya, via voorkeurstemmen direct in de Tweede Kamer werd verkozen. In 2008 ging Bakker bij het Haagse lobbybureau Meines & Partners (later Meines Holla & Partners) werken. Samen met Martijn van Helvert is hij sinds 19 september 2022 managing partner en eigenaar van Meines Holla & Partners. Hij lobbyt voor online gokbedrijven Pokerstars en Lottovate.
- International Standard Name Identifier: 0000 0003 9242 5382
- Nederlandse Thesaurus van Auteursnamen: 314444564
- Parlement.com: vg09lll2jrzq
- Virtual International Authority File: 286500485
- WorldCat: E39PBJy8pj3fkKW3F8FG3fMVmd